# Идзумо-но Окуни
Идзумо-но Окуни (яп. 出雲の阿国, букв. «Окуни из Идзумо»; 1572, Kituski — не ранее 1611, Япония) — основоположница театра кабуки.

## Биография
Идзумо-но Окуни выросла в окрестностях святилища Идзумо тайся, где её отец — Накамура Санэмон — работал кузнецом; там же работали ещё некоторые члены их семьи. Со временем Окуни стала мико — служительницей храма.
С 1603 года она была танцовщицей в храме у реки Камо. Танец-молитва, который она исполняла, вдохновил её на создание собственного стиля, который вскоре перерос в особый вид японского театра — кабуки, где сочетались пение, музыка и игра актёров.
С 1610 года Окуни в письменных источниках не упоминалась. Вопрос о годе её смерти остаётся спорным, исследователи называют 1613, 1640 и 1658 годы.

## Память
В ноябре 2002 года на берегу реки Камо в Киото был установлен памятник Идзумо-но Окуни.